# Goltry
Goltry – miasto w Stanach Zjednoczonych, w stanie Oklahoma, w hrabstwie Alfalfa.